# Championnats du monde d'athlétisme 2027
Navigation
Les 21es Championnats du monde d'athlétisme se dérouleront en 2027 à Pékin en Chine. 

## Sélection de la ville hôte

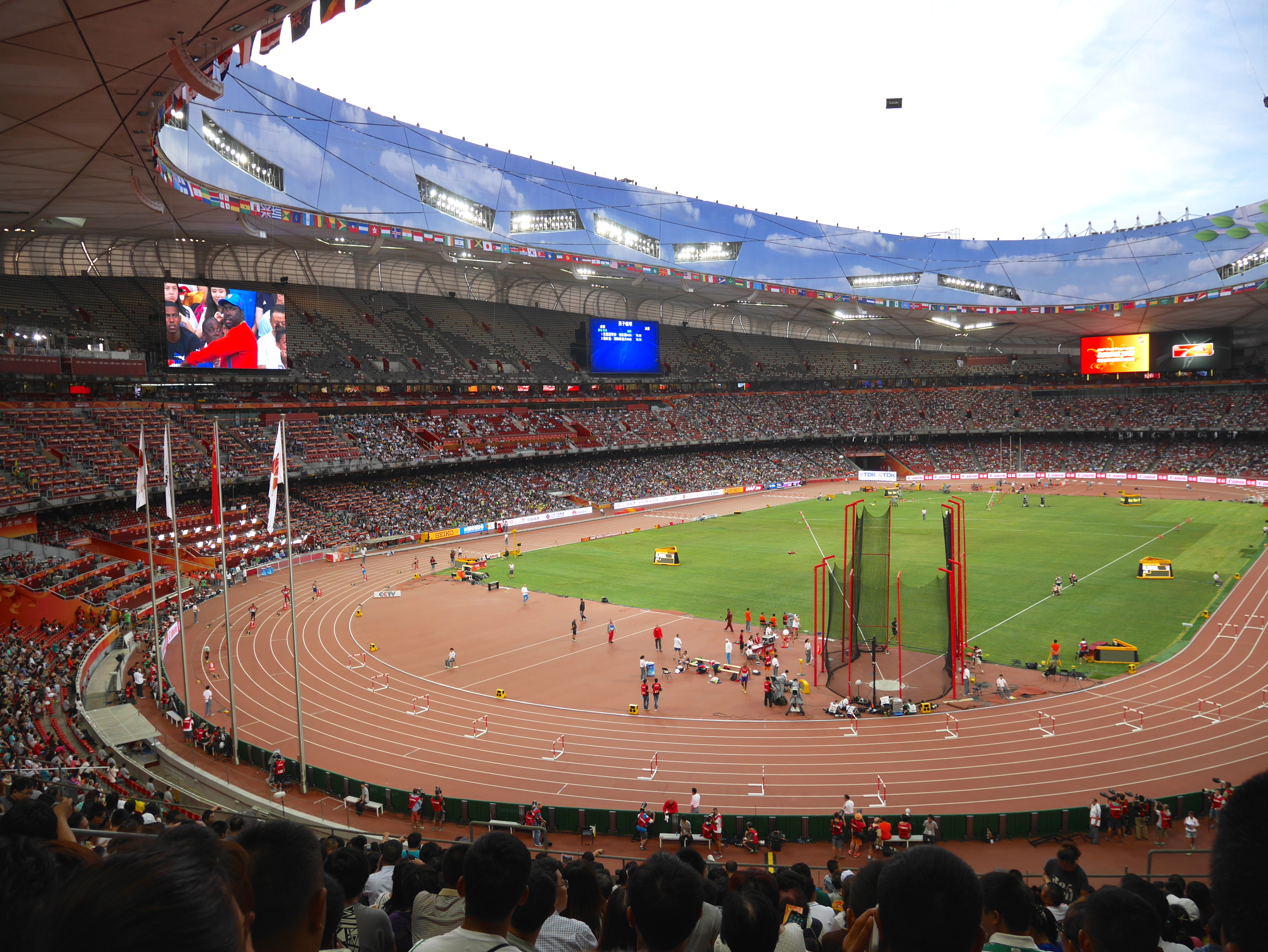
Beijing National Stadium

Pékin est désignée ville hôte des 21es championnats du monde d'athlétisme le 28 février 2024 lors d'un Conseil de World Athletics à Glasgow quelques jours avant le début des championnats du monde en salle. La capitale chinoise accueille pour la deuxième fois cet événement sportif après avoir organisé les mondiaux de 2015. Trois autres pays étaient candidats à cette organisation : la Turquie (Istanbul), l'Inde et le Royaume-Uni (Londres).